# 덕산도립공원
덕산도립공원(德山道立公園)은 충청남도 예산군 덕산면 일원의 도립공원이다. 덕산면의 사량리·사천리·둔리·삼가리·광천리 등을 포함한다. 공원 내에는 원효봉·석운봉·호서의 소금강이라 일컬어지는 덕숭산과 해태바위 등 폭포와 아름다운 계곡들이 있다. 또한 비구니 사찰로 이름 높은 수덕사가 자리하고 있다. 주요문화재로는 수덕사 대웅전(국보 제49호), 미륵돌입상, 윤봉길의사 유품 등이 있다.
1990년 11월 1일부터 취사행위가 전면 금지되었다.